# Renata
Renata, nom artístic de Magdalena Serra Lloveras; cantant catalana activa a la dècada de 1960 nascuda a Valls. La seva carrera va ser de curta durada, enquadrada en el moviment ié-ié de segona fila, va gravar alguns discos amb cançons versionades, principalment de l'àmbit internacional, i va tenir aparicions esporàdiques a ràdio i televisió. Es va fer popular per la versió catalana, Nina de cera de la cançó eurovisiva Poupée de cire, poupée de son de France Gall, va ser una de les primeres mostres en llengua catalana d'aquesta època i dels nous estils que marcaven els anys 60.

## Biografia
Com moltes altres noies va començar inscrivint-se a tots els concursos de ràdio de l'època, la diferència la va marcar en el programa La comarca nos visita de Ràdio Barcelona, on va actuar diverses vegades durant 1963 i 1964. Va assolir el seu debut discogràfic de la mà de Marfer amb la versió catalana de la cançó Poupée de cire, poupée de son de la francesa France Gall que acabava de guanyar el Festival d'Eurovisió de 1965. Juntament amb aquesta versió, Nina de cera, el debut va ser doble, ja que la discogràfica va fer una edició bilingüe amb la cançó La voz del momento, en aquest cas en castellà, amb altres cançons com Chao chao o Yo que no vivo sin ti. Ser una de les primeres cantants en cantar temes internacionals a Espanya li van suposar unes vendes acceptables. Tanmateix la van enquadrar ràpidament en la categoria ié-ié de cantants de versions. El mateix any 1965 van sortir dos nous EP amb noves versions: el primer conegudes cançons com Chica Ye Yé o Jamás, Jamás; el segon La danza de Zorba o Pepe será papá. Abans d'acabar l'any, va sortir una nova edició bilingüe aprofitant algunes temes editats anteriorment sota el títol català La nova veu de Catalunya.
Per tant, el 1965 Renata havia llançat sis EP en set mesos, el que va convertir-la en la veu habitual de programes juvenils de ràdio. L'any següent va dedicar els seus esforços en aparèixer en festivals musicals: a Benidorm no va passar de semifinals, i al Festival Hispano-Portugués de la Cançó d'Aranda de Duero va quedar tercera amb Pero ya ves. El següent disc que va treure, com els anteriors, també té un caràcter festiu, el Canta San Remo (1967) incloïa temes procedents del festival italià de San Remo entre els quals destacaven Cuando te digo que te amo y Non pensare a me. La manca de renovació de la cantant i dels seus productors fan que s'estanqui, el darrer EP que treu Renata és el 1967, amb cançons com Aunque estés lejos o Alba Gris. A causa de l'estancament, la seva popularitat baixa i a partir de 1968 desapareix tota referència seva.

## Discografia
La seva discografia és la següent, tota a través de la discogràfica Marfer, la majoria van sortir el 1965:
- Nina de cera (1965)
- La voz del momento (1965)
- El mundo/ Jamás, jamás/ La chica Ye Yé/ Yeh Yeh (1965)
- La danza de Zorba/ Siluetas/ Me lo dijo Pérez/ Pepe será papá (1965)
- Si chiama Maria/ Siluetas/ Min les Tipota/ Me lo dijo Pérez (1965)
- La nova veu de Catalunya (1965)
- Pero ya ves/ Ofensiva de paz (1966)
- El encanto de la Navidad (1966)
- Canta San Remo (1967)
- Aunque estés lejos/ La verdad de la verdad/ Incendio en Río/ Alba Gris (1967)